# Villers-les-Ormes
Villers-les-Ormes là một xã ở tỉnh Indre ở miền trung nước Pháp. Xã này có diện tích 17,6 km², dân số năm 1999 là 338 người. Khu vực này có độ cao trung bình 156 mét trên mực nước biển.